# Melampus morrisoni
Melampus morrisoni is een slakkensoort uit de familie van de Ellobiidae. De wetenschappelijke naam van de soort is voor het eerst geldig gepubliceerd in 1996 door Martins.